# Jonathan Potter

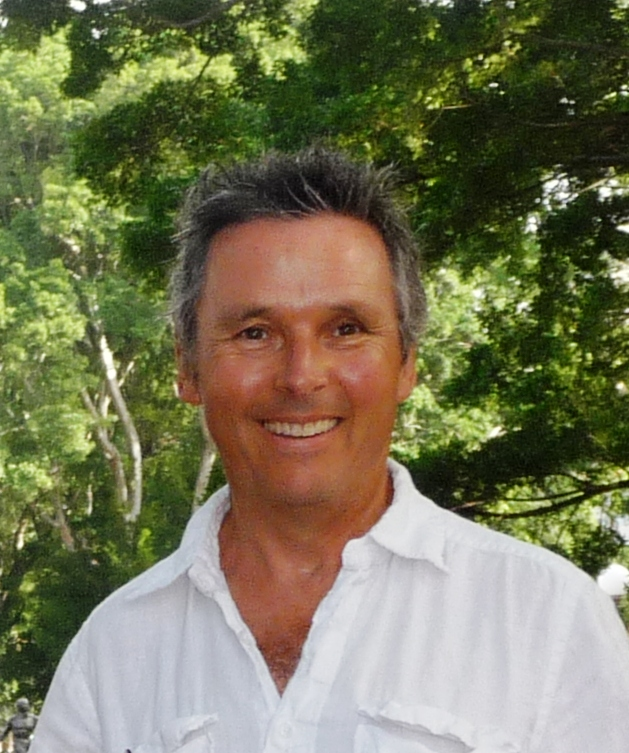
Jonathan Potter

Jonathan Potter (* 1956) ist ein schottischer Linguist und Professor für Diskursanalyse an der Loughborough University. Er ist Mitbegründer der Discursive psychology. Er ist Co-Autor des Buches „Discourse and Social Psychology“, eines zentralen Textes der Discursive Psychology, der neue Wege eröffnete, fundamentale sozialpsychologische Konzepte wie Einstellungen zu konzeptualisieren. Deshalb wird es sehr häufig in Fachzeitschriften zitiert. Ein weiteres seiner Werke, „Representing Reality“, gibt einen Überblick, eine Erweiterung und eine Kritik des Sozialkonstruktivismus aus der Soziologie. In der Discursive psychology haben er und Derek Edwards eine bestimmte Arbeitsweise etabliert und indirekte Hilfe geleistet, nicht-experimentelle Ansätze in die Sozialpsychologie einzuführen.

## Schriften
- mit Margaret Wetherell: Discourse and Social Psychology. Beyond Attitudes and Behaviour. Sage, London u. a. 1987, ISBN 0-8039-8055-8.
- mit Margaret Wetherell: Mapping the Language of Racism. Discourse and the Legitimation of Exploitation. Harvester Wheatsheaf, New York NY u. a. 1992, ISBN 0-7450-0621-3.
- Representing Reality. Discourse, Rhetoric and Social Construction. Sage, London u. a. 1996, ISBN 0-8039-8410-3.